# Álvaro Obregón, San Luis Potosí
Álvaro Obregón är en ort i Mexiko.   Den ligger i kommunen Charcas och delstaten San Luis Potosí, i den centrala delen av landet, 500 km norr om huvudstaden Mexico City. Álvaro Obregón ligger 1 894 meter över havet och antalet invånare är 574.
Terrängen runt Álvaro Obregón är platt västerut, men österut är den kuperad. Runt Álvaro Obregón är det glesbefolkat, med 8 invånare per kvadratkilometer. Närmaste större samhälle är Charcas, 8,9 km väster om Álvaro Obregón. Omgivningarna runt Álvaro Obregón är i huvudsak ett öppet busklandskap.